# Bahnhof Scherzligen

Der Bahnhof Scherzligen war von 1861 bis 1925 in Betrieb und wurde von der Schweizerischen Centralbahn (SCB) verwaltet. Er war die Endstation der Streckenverlängerung, die den ersten Bahnhof Thun mit dem Seeufer verband. Durch seine Lage am westlichen Ufer des Thunersees hatte der Bahnhof einen direkten Anschluss an die Schifffahrt auf dem Thunersee.

## Geschichte
Am 1. Juli 1859 eröffnete die SCB die Bahnstrecke zwischen Bern-Wylerfeld und dem ehemaligen Bahnhof Thun. Der erste Thuner Bahnhof befand sich beim heutigen Güterbahnhof. Für die Weiterreise über den Thunersee mussten die Passagiere vom damaligen Bahnhof Thun zu Fuss oder mit einer Kutsche zur Dampfschiffstation Freienhof gelangen. Eine Bahnlinie entlang des Thunersees kam erst 1893 in Betrieb. Das umständliche Umsteigen führte dazu, dass bereits im Frühjahr 1858 der Regierungsrat des Kantons Bern das Gesuch der SCB für eine Streckenverlängerung vom Bahnhof Thun bis in das am Seeufer gelegene Dorf Scherzligen bewilligte. Die am 1. Juni 1861 eröffnete Strecke stand anfangs jedoch nur dem Güterverkehr offen, für den Personenverkehr wurde sie erst zwei Jahre später geöffnet. In Scherzligen konnten die Fahrgäste direkt auf ein Dampfschiff umsteigen. Durch den neuen Bahnhof und die Verbindung zur Schifffahrt gewann das kleine Dorf an Bedeutung.
Kritik an der Streckenverlängerung und dem Bahnhof Scherzligen kam von der Thuner Bevölkerung. Vor allem die Gewerbetreibenden fürchteten, dass durch die direkte Verbindung zum Seeufer der Gäste- und Warentransport an der Stadt vorbei ginge und dadurch ein wirtschaftlicher Nachteil entstünde.

### Anschluss an die Trajektschifffahrt
Ab dem 15. Oktober 1873 wurden Trajektschiffe für den Gütertransport auf dem Thunersee eingesetzt. Sie verkehrten zwischen Scherzligen und Därligen und wurden von der Bödelibahn (BB) betrieben. Mit der Trajektschifffahrt wurde die Transportlücke für Güter zwischen dem westlichen und östlichen Seeufer geschlossen und der Anschluss der BB an die Linie der SCB gewährleistet.
Die BB setzte auf dem Thunersee zwei Trajektschiffe mit Schraubenantrieb ein (ab 1873 BB 1 und ab 1886 BB 2). Auf dem 40 bzw. 42 Meter langen und 6,7 Meter breiten Deck befand sich in der Mitte ein Gleis, auf welchem vier bis fünf Güterwagen Platz fanden. In Scherzligen wurden die Güterwagen mithilfe einer Dampflokomotive der SCB über ein kurzes Verbindungsgleis und eine den Wasserstand ausgleichende Brücke auf das Trajektschiff verladen. Die Fahrzeit nach Därligen betrug ungefähr eine Stunde und vierzig Minuten.
Als am 1. Juni 1893 die Thunerseebahn (TSB) von Scherzligen über Spiez bis nach Därligen eröffnet wurde, verlor die Trajektschifffahrt auf dem Thunersee an Bedeutung. Die Dampfschifffahrtsgesellschaft des Vierwaldstättersees kaufte 1895 die beiden Trajektschiffe; die Anlegestellen in Scherzligen und Därligen wurden im folgenden Jahr abgebaut.

### Schliessung
Der Betrieb der beiden Bahnhöfe Thun und Scherzligen in einem Abstand von nur einem Kilometer war zu aufwendig und führte zu komplizierten Verkehrsverhältnissen. Im Jahr 1913 verstärkte sich das Problem zusätzlich durch die Eröffnung der Lötschberg-Bergstrecke. Um einen Kollaps des Systems zu verhindern, wurden die beiden Stationen in einem Zentralbahnhof vereint. So wurde am 1. Juni 1923 der heutige Bahnhof Thun eröffnet. Dadurch verlor die Station Scherzligen an Bedeutung und wurde nur noch als Schiffstation bedient. Um auch beim neuen Bahnhof Thun einen einfachen Zugang zur Schifffahrt auf dem Thunersee zu gewährleisten, sollte ein Schifffahrtskanal vom Seeufer bis zum Bahnhof gebaut werden. Während anfangs das Projekt abgelehnt wurde, stimmte am 14. September 1924 eine Mehrheit dem Vorhaben zu. Mit der Eröffnung des Schifffahrtskanals am 27. Juni 1925 erfolgte auch die Schliessung der Station Scherzligen.
Nach der Schliessung wurden das Aufnahmegebäude abgebaut und Teile der Binderkonstruktion für den Berner Bahnhof Fischermätteli der Gürbetalbahn (GTB) wiederverwendet. Das alte Bahnhofsbuffet wurde in das nahegelegene Stadtviertel Gwatt verschoben und diente dort als Wohnhaus. Die Schiffstation Scherzligen wurde nach der Schliessung noch für die Bekohlung von Dampfschiffen und später für das Betanken von Motorschiffen verwendet. Den direkten Seezugang beim ehemaligen Bahnhofsareal nutzte auch das lokale Unternehmen Kander Kies und Sand AG. Die im Jahr 1913 gegründete Firma baute im Kanderdelta in Einigen Flussschotter ab und transportierte das Material per Schiff zur Station Scherzligen. Mithilfe eines Portalkrans wurde der Flussschotter von den Transportlastschiffen auf Bahnwagen geladen. Durch dieses Transportsystem konnten Lastwagenfahrten entlang des Thunerseeufers vermieden werden. Kander Kies und Sand AG betrieb zusammen mit der Balmholz AG, welche Hartsteinbrüche im Balmholz am rechten Thunerseeufer besitzt, zwei Portalkräne. Heute wird in Scherzligen nur noch ein Kran von der Balmholz AG betrieben.

## Architektur und Infrastruktur
Die Station Scherzligen wurde als einfacher Umsteigeort konzipiert. Das Aufnahmegebäude bestand aus einer Vorhalle (ca. 160 m²) sowie einem Gepäckabgabe- und einem Kassenraum. Um 1880 entstanden auf der Nordseite zwei Wartesäle für die erste und zweite beziehungsweise für die dritte Klasse. Im Jahr 1900 wurde die Vorhalle aufgrund des Baus von weiteren Diensträumen um einen Viertel verkleinert. Die Architektur des Aufnahmegebäudes orientierte sich am Schweizer Holzbaustil und diversen provisorischen Bahnhofsbauten. Die eingeschossige Binderkonstruktion besass weit hinausragende Vordächer, welche den Bahnsteig überdachten. Die Gestaltung des Bahnhofs sollte vor allem praktisch sein und allfällige Veränderungen zulassen.
Neben dem Aufnahmegebäude befanden sich auf dem Bahnhofsareal auch ein Toilettenhäuschen, ein Wohnhaus für die Angestellten der Bahn und Dampfschiffgesellschaft sowie ein Bahnhofsbuffet. Letzteres wurde wahrscheinlich um 1895 erbaut. In diversen Stationsplänen wird das Gebäude als «Châlet Peschl» bezeichnet.
Die Gleisanlage des Bahnhofs Scherzligen bestand bis 1893 aus drei Abstellgleisen, einem Weichenkopf, einer Verschiebebühne und einer Drehscheibe mit einem Durchmesser von ungefähr sechs Metern. Ausserdem gab es eine Verbindung zur Anlegestelle der Trajektschiffe, und später kam ein viertes Abstellgleis hinzu. Mit dem Bau der Thunerseebahn wurde der Bahnhof Scherzligen erweitert. Hinzu kamen ein weiterer Weichenkopf, vier Gleise und ein zusätzlicher Bahnsteig.

## Heutiger Uferweg mit Spuren zur Scherzliger Verkehrsgeschichte
Mit der Annahme des See- und Flussufergesetzes im Jahr 1982 kam die Idee auf, einen Uferweg vom Bahnhof Thun entlang des Schiffkanals über das frühere Bahnhofsareal bis nach Scherzligen zu bauen. Ein erstes Konzept lag bereits 1986 vor. Allerdings musste es mehrmals überarbeitet werden, was das Bauvorhaben verzögerte. Im Rahmen dieses Projekts diskutierte der Thuner Gemeinderat unter anderem über die Rückführung des alten Stationsgebäudes vom Bahnhof Fischermätteli nach Scherzligen. Das historische Bahnhofsgebäude sollte sowohl den Uferweg als auch das Quartier Scherzligen touristisch aufwerten. Dabei war im Gebäude eine Ausstellung zur Bahn- und Tourismusgeschichte geplant. Mit der Bern-Lötschberg-Simplon-Bahn (BLS) wurden bereits Vereinbarungen zur Übernahme des Bahnhofsgebäudes getroffen. Allerdings lehnte die Thuner Stimmbevölkerung 1999 einen Kredit von zwei Millionen Schweizer Franken ab und das Projekt wurde aus Spargründen zurückgestellt. Erst im Jahr 2007 wurde das Konzept wieder aufgegriffen. Jedoch brannte im selben Jahr der Bahnhof Fischermätteli nieder, was eine Rückführung des historischen Stationsgebäudes verhinderte.
Schliesslich wurde 2010 ein Baukredit von 3,63 Millionen Franken vom Stadtparlament bewilligt und Anfang April 2011 begannen die Bauarbeiten. Entlang des Uferwegs weisen diverse Elemente auf die Scherzliger Verkehrsgeschichte hin. Auf dem ehemaligen Bahnhofsareal wurden die Grundmauern und Stützsockel des alten Stationsgebäudes mithilfe von eingefärbten Betonstreifen auf dem Boden dargestellt. Auch auf die Zufahrtsgleise zur Anlegestelle der Trajektschiffe wird mit in den Boden eingelegten Gleisen hingewiesen. Neben diversen Informationstafeln ist zudem durch ein fix installiertes Fernrohr ein historisches Bild des Bahnhofs Scherzligen mit der Schiffstation zu sehen.